# Daniel Moszkowicz
Daniel Moszkowicz (Dawid Chone), ps. Jerzy (ur. w 1905 w Warszawie, zginął w 1943 Białymstoku) – handlowiec, podoficer rezerwy WP, komunista, zastępca dowódcy powstania w getcie białostockim.

## Życiorys
Od lat 20. należał do KPP, członek jej komitetu warszawskiego, kilkakrotnie więziony. W 1931 zorganizował ucieczkę kilku komunistów ze szpitala więziennego. Od końca września 1939 przebywał w Białymstoku.
W getcie białostockim pracował jako szewc i piekarz (cierpiał na chorobę płuc). Był jednym z przywódców komunistycznej Organizacji Antyfaszystowskiej i inicjatorem konsolidacji sił podziemia; komunistów, członków Bundu, Ha-Szomer Ha-Cair, Dror i Bejtar. Należał do trzyosobowej komendy organizacji bojowej Zjednoczonego Bloku Antyfaszystowskiego. Współkierował oporem Żydów w czasie prowadzonej przez Niemców pierwszej likwidacji w getcie 5–12 lutego 1943. Był współtwórcą oddziału partyzanckiego „Farojs” (jid. Naprzód). Razem z Mordechajem Tenenbaumem stał na czele Zjednoczonej Organizacji Samoobrony od czerwca 1943, która kierowała akcjami zbrojnymi podczas powstania w getcie białostockim w czasie jego ostatecznej likwidacji (16–20 sierpnia 1943). Zginął prawdopodobnie śmiercią samobójczą.
W 1949 pośmiertnie odznaczony Krzyżem Grunwaldu III klasy.